# 新宮古墳 (広島市)
新宮古墳（しんぐうこふん）は、広島県広島市安芸区船越（ふなこし）にある古墳。形状は円墳。広島市指定史跡に指定され、出土品は広島市指定重要有形文化財に指定されている。

## 概要
広島県西部の瀬野川河口付近の北岸、岩滝山南麓斜面の海田湾を見下ろす位置上（標高25メートル）に築造された古墳である。1978年（昭和53年）に発掘調査が実施され、現在は墳丘・石室が半壊状態で遺存する。
墳形は円形で、直径10.4メートル・高さ3.2メートルを測る。埋葬施設は両袖式の横穴式石室である。石室内からは、副葬品として銀環・ヒスイ製勾玉・水晶製切子玉・ガラス製丸玉・ガラス製小玉・須恵器が出土している。
築造時期は、古墳時代後期の6世紀中葉頃と推定される。海田湾沿岸の後期古墳としては畝観音免古墳群（海田町）とともに突出した規模であるが、一帯では平地が少ないため、漁業・塩業や内海海上交易などの海浜活動を背景とした有力者が被葬者像として示唆される。
古墳域は1983年（昭和58年）に広島市指定史跡に指定され、出土品は2004年（平成16年）に広島市指定有形文化財に指定されている。

## 遺跡歴
- 1978年（昭和53年）、発掘調査（1979年に略報）[3]。
- 1983年（昭和58年）3月24日、広島市指定史跡に指定。
- 2004年（平成16年）7月22日、出土品が広島市指定有形文化財に指定。

## 埋葬施設

石室俯瞰図

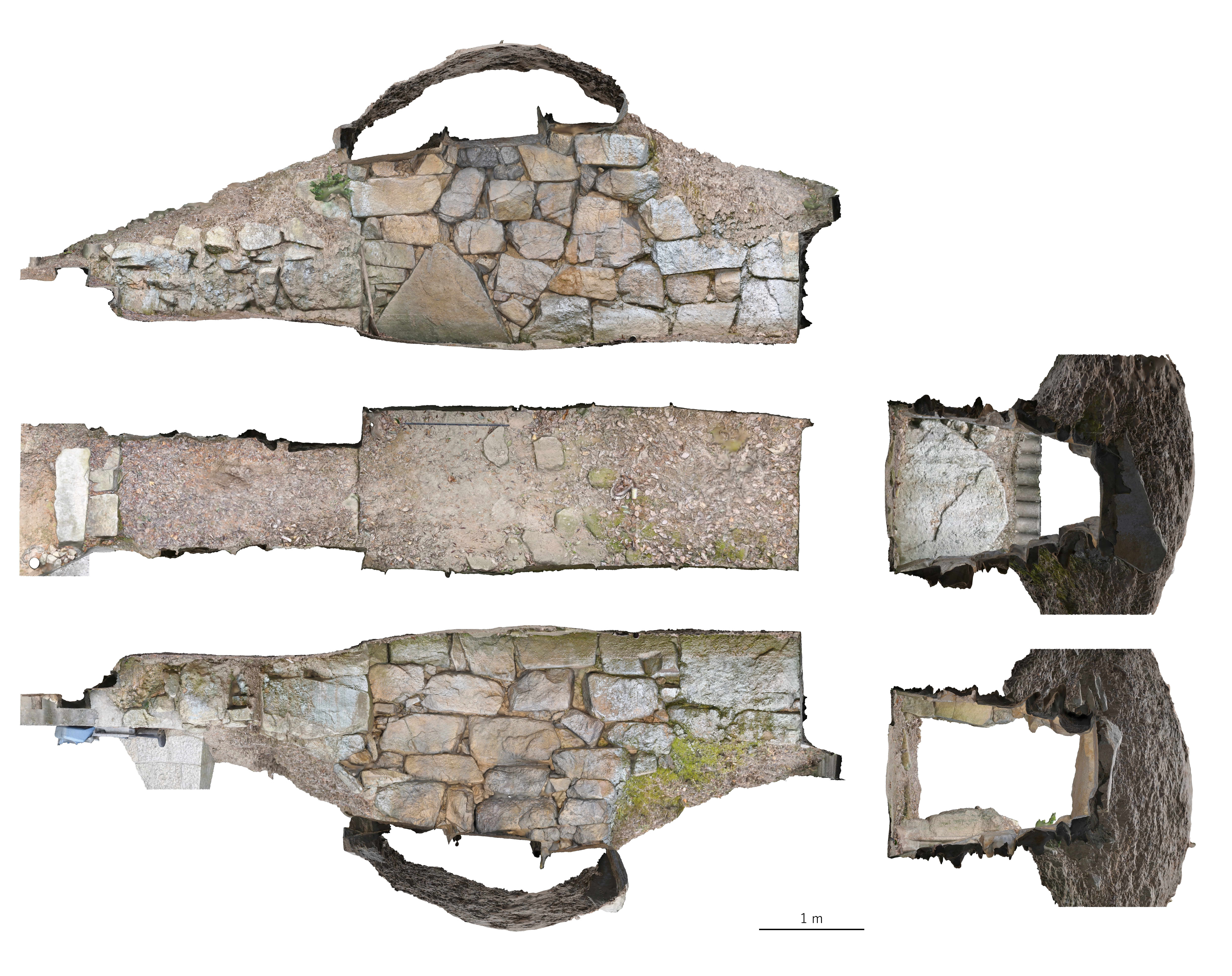
石室展開図

埋葬施設としては両袖式横穴式石室が構築されている。石室の規模は次の通り。
- 玄室：長さ4.22メートル、幅1.54メートル
- 羨道：長さ2.38メートル、幅1.0メートル

玄室の側壁は強く持ち送り、床面には板石を敷く。また閉塞石も遺存した。
石室内からは、銀環・ヒスイ製勾玉・水晶製切子玉・ガラス製丸玉・ガラス製小玉・須恵器（坏・提瓶）などが出土している。特にヒスイ製勾玉は、横穴式石室内からの出土は珍しいとして注目される。

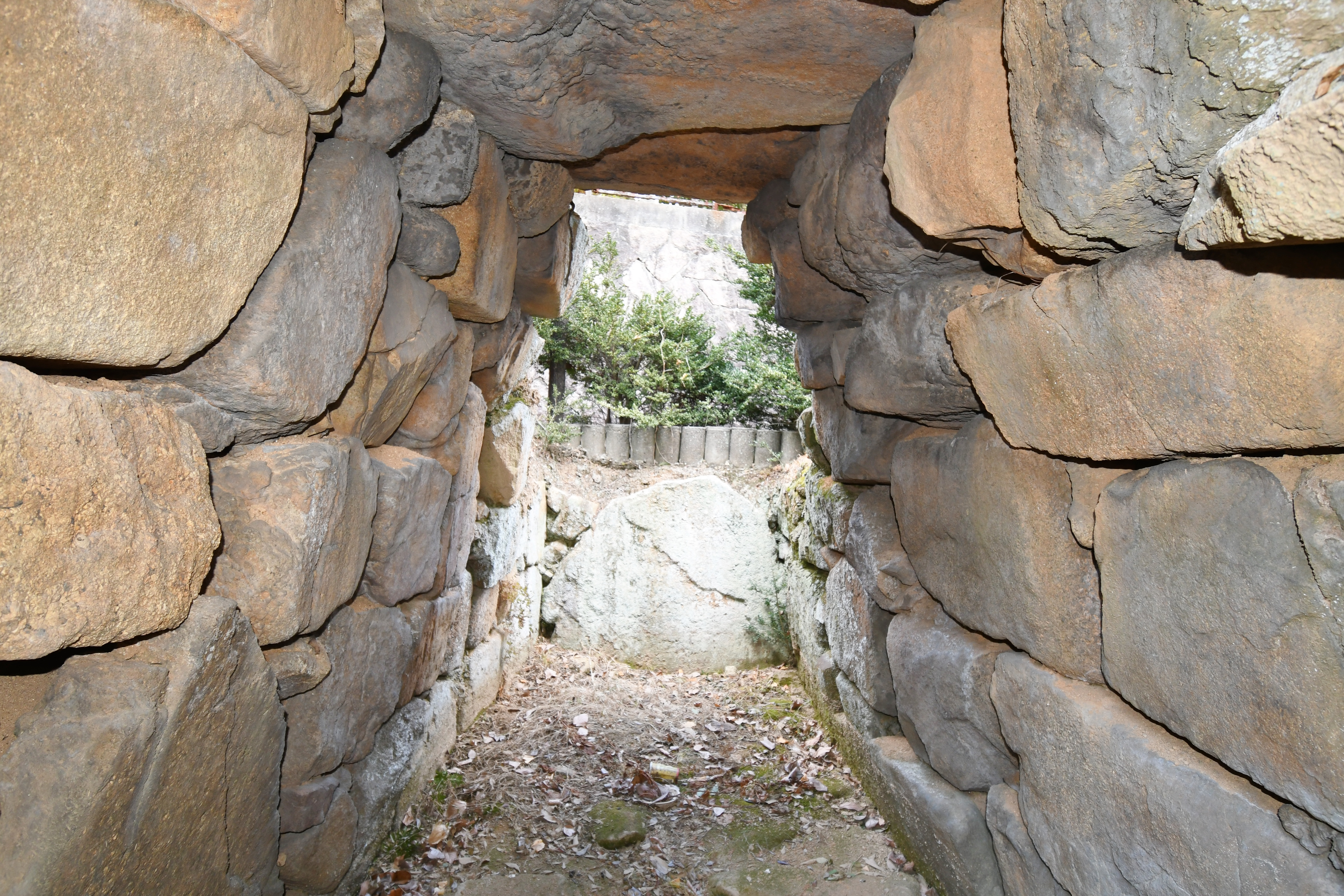
玄室（奥壁方向）
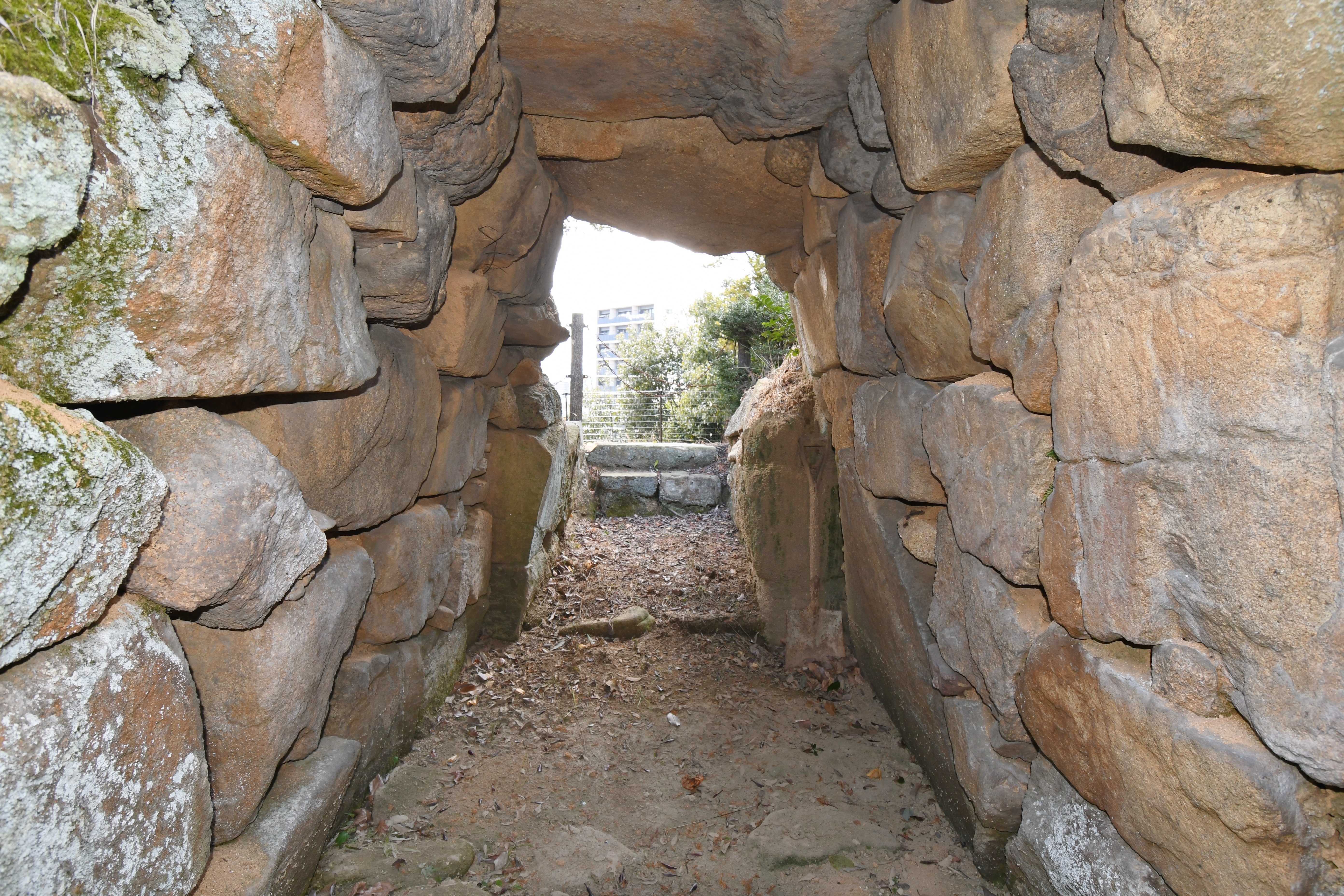
玄室（開口部方向）
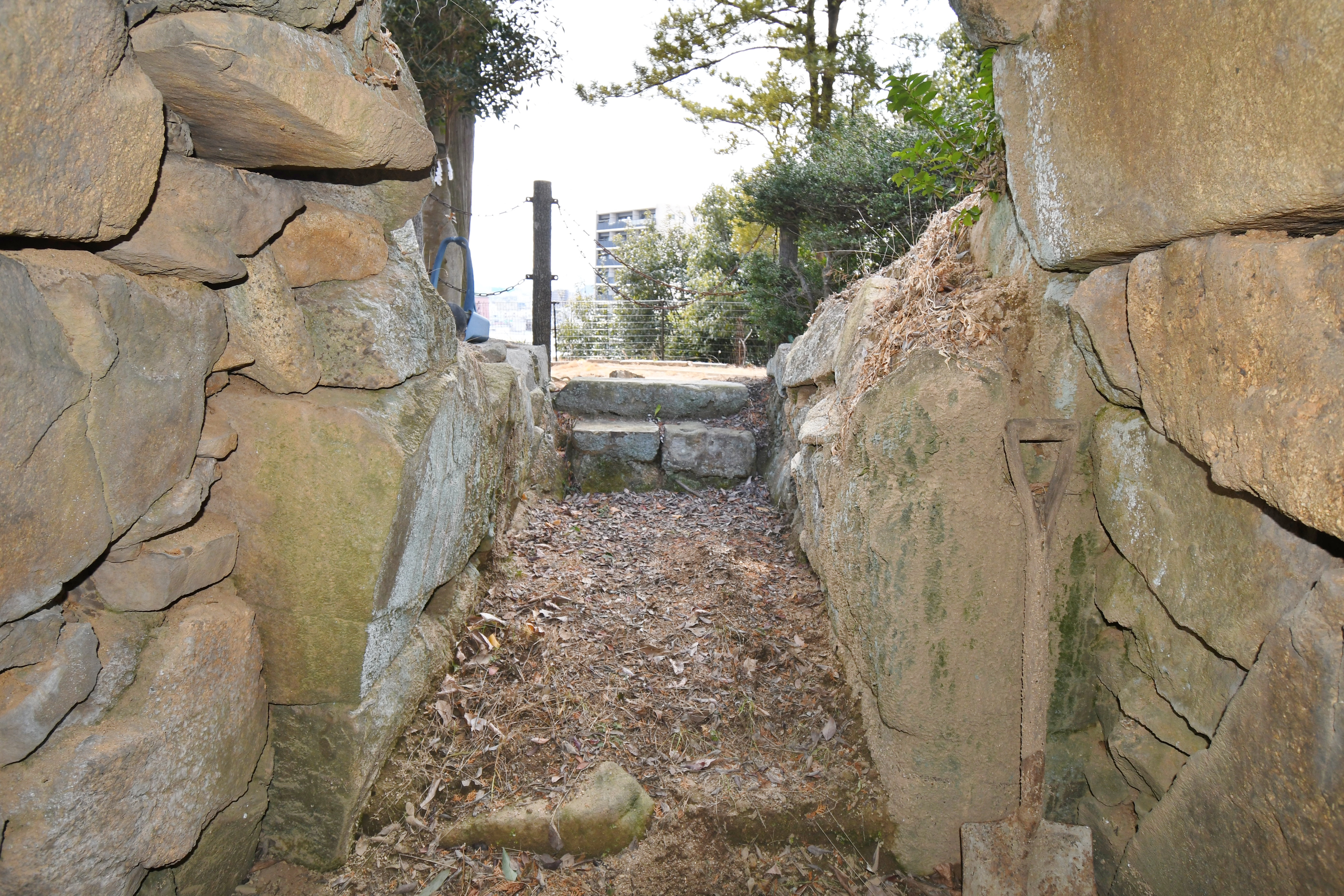
羨道（開口部方向）
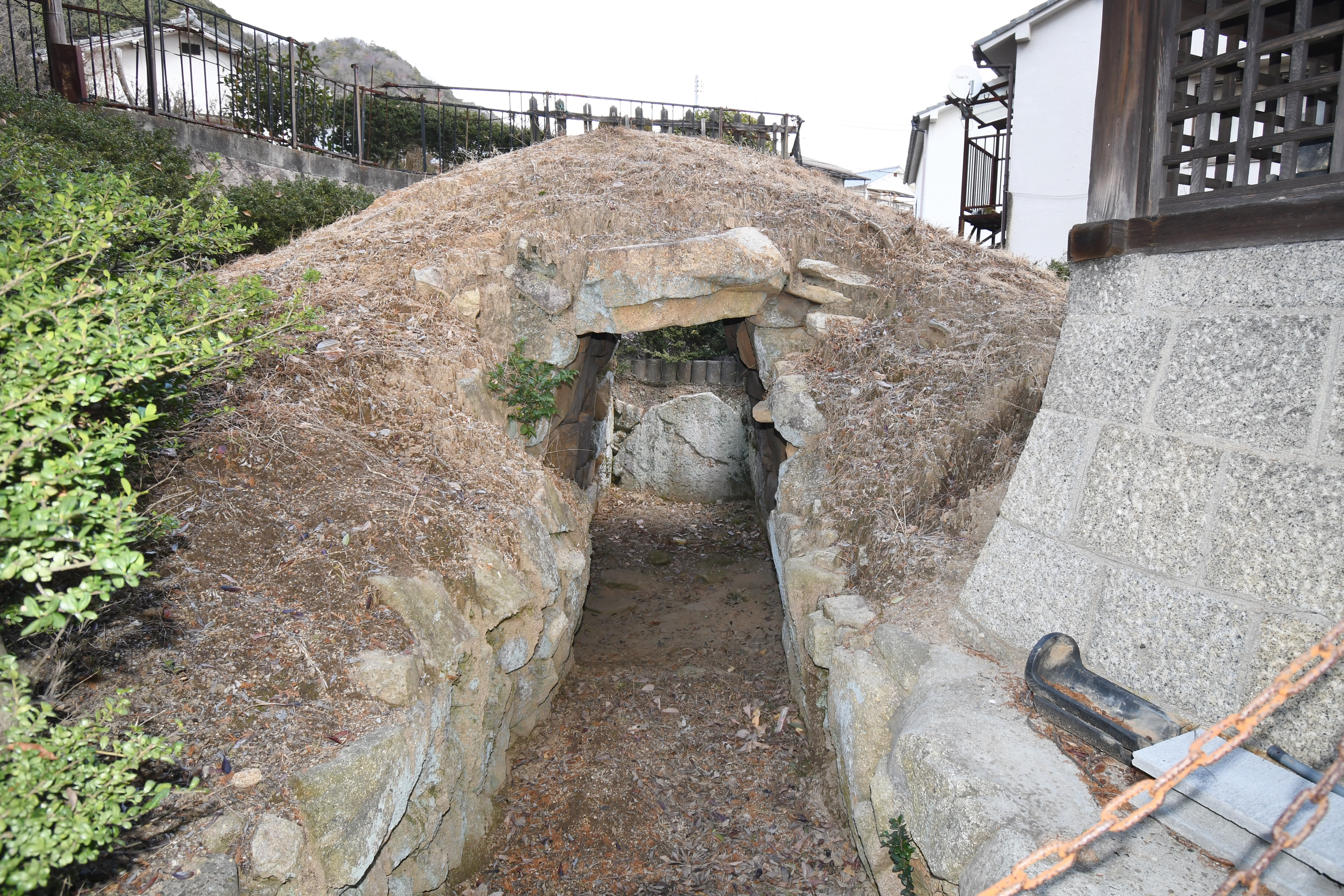
羨道（玄室方向）
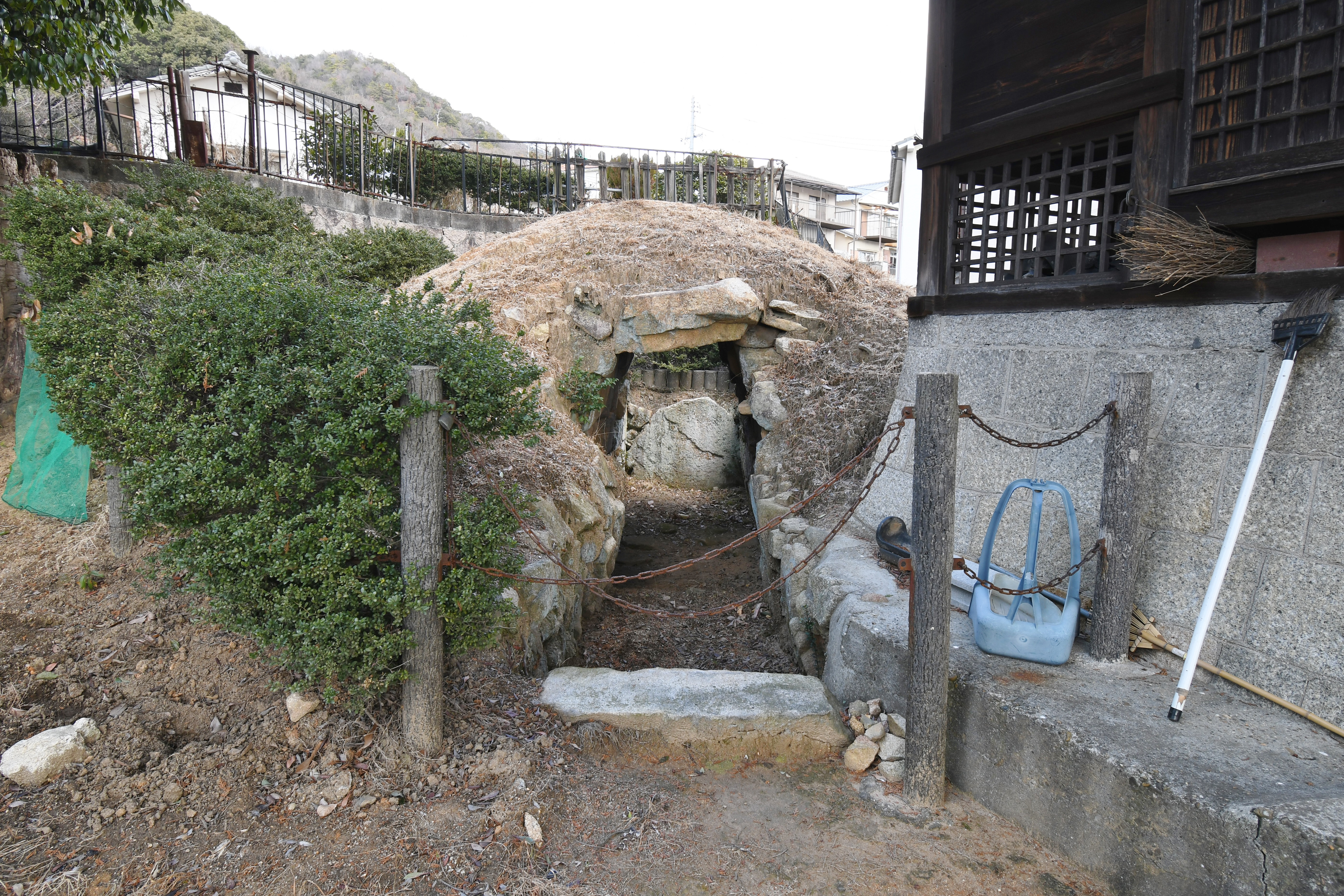
墳丘・石室開口部

## 文化財

### 広島市指定文化財
- 重要有形文化財
  - 新宮古墳出土品 169点（考古資料） - 内訳は以下。2004年（平成16年）7月22日指定[3]。
    - ヒスイ製勾玉 1点
    - 水晶製切子玉 4点
    - 水晶製算盤玉 2点
    - ガラス製小玉 145点
    - 銀製耳環 3点
    - 須恵器 13点
- 史跡
  - 新宮古墳 - 1983年（昭和58年）3月24日指定。

## 関連文献
（記事執筆に使用していない関連文献）
- 善入義信「広島市船越町新宮古墳の発掘調査略報」『広島市公文書館紀要』第2号、広島市公文書館、1979年3月。
- 『船越町史』広島市役所、1981年。